# De Volharding (Zeddam)
De Volharding is een korenmolen in Zeddam in de Nederlandse provincie Gelderland.
De molen is in 1891 gebouwd en is daarmee een zeer jonge molen vergeleken met de andere molen van Zeddam, De Grafelijke Korenmolen, die al in de 15e eeuw gebouwd is.
De Volharding bleef tot 1941 op windkracht in bedrijf waarna wiekenkruis en staart verwijderd werden. In 1979 werd de molen geheel gerestaureerd.
De molen heeft roeden met een lengte van 20,50 meter die zijn voorzien van het Oudhollands hekwerk met zeilen. De inrichting bestaat uit twee koppels maalstenen. De Volharding is eigendom van particulieren en wordt wekelijks door een vrijwillig molenaar in bedrijf gesteld.